# Hrajel
Hrajel (arabe : حراجل) est un village du Kesrouan au Liban.Hrajel: la terre de DIEU (حراج إيل). Il est connu pour sa grande célébration de la fête de l’Assomption du 15 août.
Hrajel se trouve dans le caza du Kesrouane, l'un des cazas de la Muhafazah du Mont-Liban, l'une des huit Muhafazat que compte le Liban.

## Informations
- Distance de Beyrouth: 42 km.
- Altitude: 1 280 à 1810 mètres du niveau de la mer. (Jreid)
- Surface: 1 230 Hectares.